# Esther Somerfeld-Ziskind
Esther Somerfeld-Ziskind (2 juillet 1901 - 11 novembre 2002) est une neurologue et psychiatre américaine. Elle mène des recherches pionnières sur l'utilisation de l'insuline, du lithium et de la thérapie électroconvulsive dans le traitement des troubles psychiatriques,. 

## Biographie

### Enfance et formation
Esther Somerfeld naît en 1901 à Chicago. Fille d'immigrés russes et roumains, Matilda et Emanuel Somerfeld, Esther travaille pendant les années 1920 comme secrétaire et comme rédactrice pour le Journal of the American Medical Association. Alors qu'elle prévoyait de devenir assistante sociale, Esther Somerfeld-Ziskind change d'avis pour poursuivre des études de médecine à l'université de Chicago. Elle obtient son diplôme de médecin au Rush Medical College de Chicago en 1925. Cette année-là, Esther Somerfeld-Ziskind fait un stage à l'hôpital général du comté de Los Angeles, puis une résidence en pédiatrie à l'hôpital pour enfants de Los Angeles. Elle épouse Eugene Ziskind en 1928, qu'elle avait rencontré pendant ses études de premier cycle à l'université de Chicago. Elle quitte la pédiatrie et le rejoint sur la voie de la spécialisation en neurologie et en psychiatrie. En 1934, Somerfeld-Ziskind obtient une maîtrise en psychologie à l'université de Californie à Los Angeles.

### Carrière et recherche
Elle ouvre avec Eugene Ziskind un cabinet psychiatrique sur Wilshire Boulevard à Los Angeles pendant la Dépression. Ils ne font payer les patients que la moitié du prix, et reççoivent souvent le paiement sous forme de cadeaux. Ils ont une certaine expertise dans le traitement des troubles accompagnés de convulsions. En 1938, ils utilisent le Metrazol pour créer des convulsions chez un patient atteint de la maladie de Parkinson, ce qui donne des résultats favorables. C'est une avancée remarquable car il y a peu de moyens d'atténuer cette maladie, mais la thérapie au Metrazol est abandonnée en 1941.
En 1953, elle est cofondatrice, avec d'Eugène Ziskind, le travailleur social Louis Ziskind et l'avocat David Ziskind, du Gateways Hospital and Mental Health Center. Elle est également présidente du département de psychiatrie du Cedars-Sinai Medical Center. 
Esther Somerfeld-Ziskind enseigne la pédopsychiatrie, la thérapie de groupe et la psychopathologie à la faculté de médecine de l'université de Californie du Sud.
Tout au long de sa carrière, Esther Somerfeld-Ziskind et son mari travaillent ensemble à la recherche sur l'utilisation de l'insuline, du lithium et de la thérapie électroconvulsive pour traiter les troubles psychiatriques. Ils publient de nombreux articles de recherche dans des revues réputées telles que l'American Journal of The Medical Sciences et le Journal of Nervous and Mental Disease.

## Récompenses
En 1931, Esther Somerfeld-Ziskind est récompensée par la California Medical Association pour son article de recherche intitulé "Meningeal Allergy in Tuberculosis".
Elle et son mari lancent des groupes de conférences-discussions à l'ancien hôpital Cedars of Lebanon, qui étaient les premières séances de thérapie de groupe de la ville. En 1987, ils reçoivent un prix honorifique pour services distingués de la part de la Société psychiatrique de Californie du Sud.

## Vie personnelle
Pianiste classique accomplie, Esther Somerfeld-Ziskind possédait deux petits pianos. Elle organisait souvent des représentations de compositions à huit mains qu'elle jouait avec des amis. Jusqu'à la dernière année de sa vie, elle rédige des critiques de livres pour le journal de l'American Psychiatric Association, analysant des textes de 1 000 pages ou plus. Alors que son mari de 65 ans décède en 1993, Esther Somerfeld-Ziskind vit jusqu'à 101 ans. Jusqu'à sa dernière année, elle s'occupe encore de patients à l'hôpital pour enfants de Los Angeles, où on se souvient d'elle comme d'une « légende ». Elle décède à son domicile de Silver Lake, à Los Angeles, le 11 novembre 2002.